# Monstera praetermissa
Monstera praetermissa E.G.Gonç. & Temponi – gatunek wieloletnich, wiecznie zielonych pnączy z rodziny obrazkowatych, pochodzący z brazylijskich stanów Bahia i Goiás, zasiedlający lasy deszczowe strefy równikowej.